# 崔圓
崔圆（705年—768年），字有裕，青州益都县（今山东省青州市）人，祖籍清河郡东武城县（今河北省衡水市故城县），出自清河崔氏的清河青州房。
崔亮的八世孙。少時贫寒，好兵书，开元二十三年（735），诏举遗逸，以“钤谋射策”授武职。楊國忠領西川節度使。崔圓前去拜見，楊國忠很看重他，以崔圓為節度巡官。安史之亂時，任節度使。拜為宰相。崔圆重用朱希彩，多次击退了回纥軍。

## 轶事
崔圆少年时家境贫困潦倒，家住在江淮一带，他的表叔李彦允是刑部尚书。崔圆从南方来到京城，等候拜见李彦允，准备让李彦允给自己谋求个小的职位。李彦允将崔圆安排在学院中，与自己的子侄们一起学习，但是对待崔圆很不好。一天晚上，李彦允作了一个梦，梦到自己被戴上刑具，有二三百个士兵簇拥着他来到一个大官府里，到了大厅前面，都高声念着姓名传呼进去，只见一个穿紫袍的人坐在案前，李彦允一看，原来是崔圆。于是就在台阶下哀声大叫饶命。穿紫袍的人笑着说：“先关押起来。”李彦允惊醒后非常害怕奇怪，告诉了夫人。夫人说：“应该好好招待他，怎么知道不应验呢？”从此以后李彦允对待崔圆一天比一天好起来，让他到另一个院落里住下来，每天都在中堂请他吃饭。住了几个月，崔圆请求离开，说要到江南一带找个职务。李彦允和夫人趁这个机会准备了丰盛的宴席，让全家儿女一起坐陪。吃完饭，崔圆拜谢说：“您对我恩重如此，真不知道怎么感谢才好，将来怎么报答呢？我常想，这样是不是有点过分了，不知道什么原因，请表叔明白说出来。”李彦允只是笑不回答。夫人说：“亲表侄和自己的儿子一样，只怕招待不周，有什么恩惠慈爱的事？”李彦允这时起来上厕所，夫人趁机说：“你的好表叔前些天作了一个怪梦，梦到你将来一定会显贵。以后你表叔受困遭难，事情在你的管辖范围内，能不能网开一面，给予减免呢？”崔圆说：“哪有那样的事？”李彦允回来后重复说了夫人的话，崔圆慌恐不安，手足无措，不知道说什么。李彦允说：“江淮太远，不是谋求上进的地方。我平常和杨司空熟，已经将你托付给他了。”当时杨国忠以宰相遥领西川节度使，崔圆前去拜见，杨国忠非常礼遇，就奏明皇上任命崔圆为节度巡官，并掌管留后事。上任离开那天，李彦允又送给崔圆很多钱财。崔圆到西川还不到一年，正赶上安禄山叛乱，唐玄宗李隆基逃到川蜀，就让崔圆担任西川节度使。又过十多天，唐玄宗任命崔圆为宰相。等到京城刚刚收复后，投降安禄山的官员陈希烈等人一起都应该被诛杀，李彦允也在其中，已经定罪。崔圆当时是中书令，详细审定，真的全都派兵包围捉了起来，全都点过了姓名，宣判按法治罪。点到李彦允，李彦允高呼：“宰相记得当年的梦吗？”崔圆点点头，于是就判先把李彦允关押起来。事后，崔圆上表奏明事情，请求用自己的官职赎李彦允的罪。唐肃宗李亨准许了，特别诏令免除李彦允死罪，流放到岭南。
安禄山反叛后攻陷东、西两京，王维、郑虔、张通都在安禄山的朝中任职。待到唐肃宗李亨清除叛乱、收复两京后，他们都被囚禁在杨国忠的旧宅。宰相崔圆将他们三人召到自己的家中，让他们在他家的几处墙上绘画。当时，这三个人都认为崔圆的功勋没有任何一个人可以赶得上，都希望他能帮忙解救自己。因此都精心构思，精心绘画，一心想将壁画画得最好。壁画完成后，他们三个人都得到了宽大处理。有的人被贬降到外地，去的也是比较好的地方。

## 家庭

### 八代祖
- 崔元孙，刘宋度支郎中、赠冀州刺史[3]

### 七代祖
- 崔亮，北魏吏部尚书、左仆射、贞烈公[3]

### 五代祖
- 崔肇师，北齐中书侍郎、聘梁使[3]

### 四代祖
- 崔道淹，北齐安州总管掾[3]

### 曾祖
- 崔方骞，唐朝万年县主簿、临子[3]

### 祖父母
- 崔贞固，唐朝武功县主簿、赠吏部尚书[3]
- 赵郡李氏[3]

### 父母
- 崔景晊，唐朝晋州司法参军、赠太子少师[3]
- 荥阳郑氏，唐朝兵部郎中、卫州刺史郑玄昇之女，吏部侍郎、平章事郑愔妹妹[3]

### 儿子
- 崔褒

## 延伸阅读
[在维基数据编辑]
 《舊唐書·卷108》，出自刘昫《舊唐書》
 《新唐書/卷140》，出自《新唐書》